# Крішан (Хунедоара)
Крішан (рум. Crișan) — село у повіті Хунедоара в Румунії. Входить до складу комуни Рібіца.
Село розташоване на відстані 321 км на північний захід від Бухареста, 33 км на північ від Деви, 91 км на південний захід від Клуж-Напоки, 129 км на схід від Тімішоари.

## Населення
За даними перепису населення 2002 року у селі проживали 517 осіб, усі — румуни. Усі жителі села рідною мовою назвали румунську.